# Drugeth család
A geréni nemes, homonnai nemes és gróf Drugeth család frank eredetű itáliai család volt, amely az Anjou időkben települt át Magyarországra.

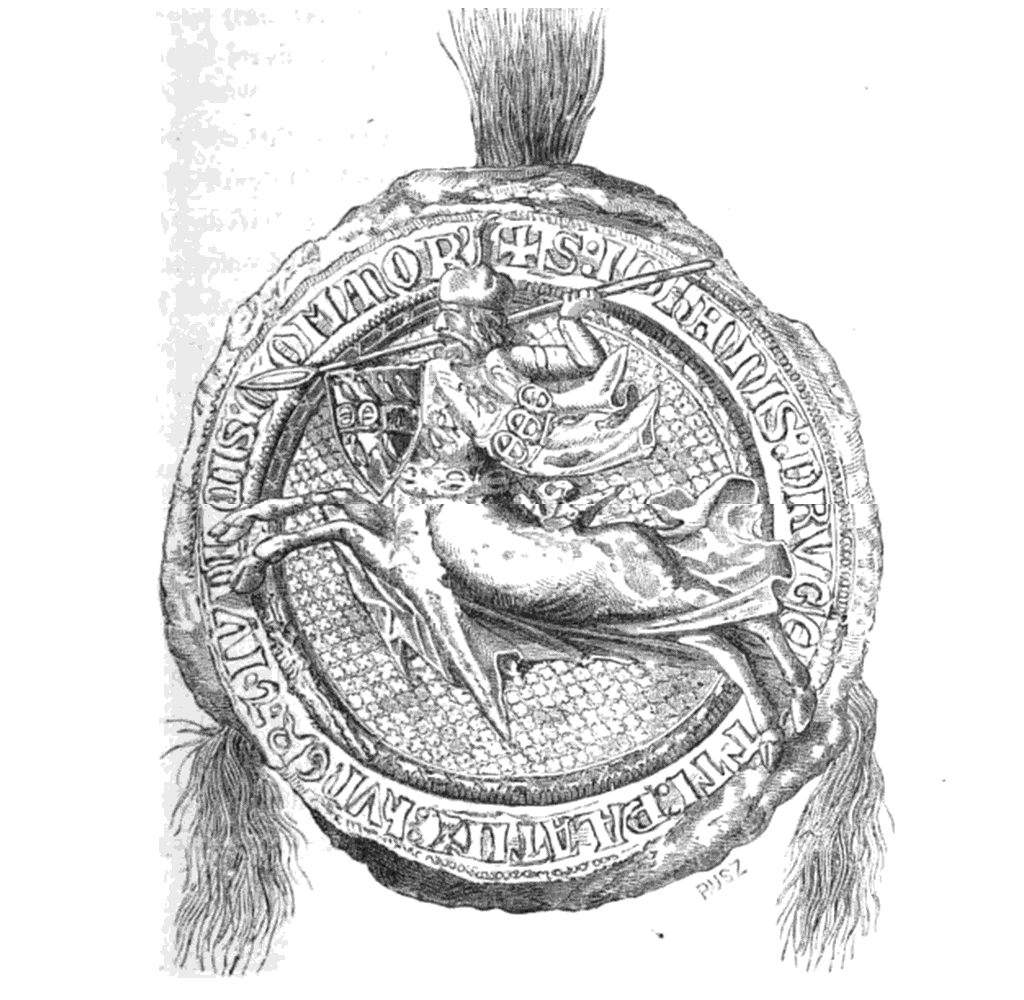
Drugeth I. János nádor, a homonnai Drugeth család ősének pecsétje

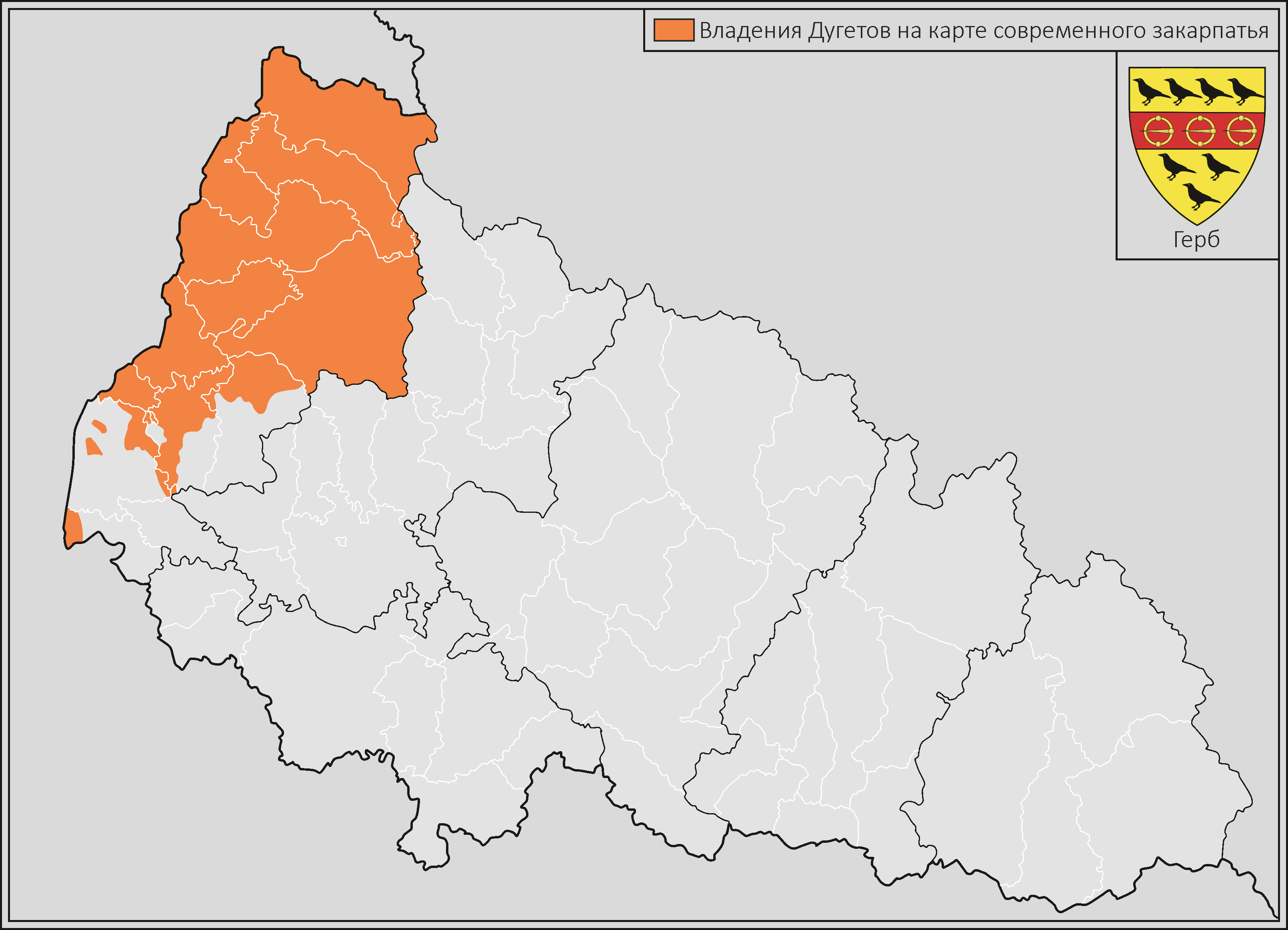
Drugeth

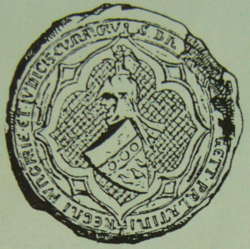
Drugeth I. Vilmos nádor címere

## Története
A család a nápolyi kisnemes Druget családból szakadt ki. Legtávolibb ismert ősük Druget Miklós (1267–1295) királyi ajtónállómester. Az ő fia, Druget János (* 1284–1292 között) volt az első magyarországi Drugethek apja.
Azzal emelkedtek ki a jelentéktelenségből, hogy Drugeth Fülöp elkísérte a gyermek Károly Róbertet, amikor 1300 nyarán Magyarországra utazott, hogy magának szerezze meg az ország koronáját. Ő volt az ifjú egyik nevelője, aki elsősorban hadi tudományokra oktatta a leendő királyt. Károly Róbert hatalmának konszolidálása (1313) után csatlakozott öccséhez Drugeth I. János. A kíséret többi (olasz és francia) nemesétől eltérően a Drugetek jól feltalálták magukat az új viszonyok között, és mind nagyobb befolyásra tettek szert.
Hosszú és hűséges szolgálata jutalmául 1323-ban a király Fülöpöt nádorrá nevezte ki. Helyettese (az egyik alnádor) Perényi Miklós lett. Fülöp gyermektelenül halt meg, János utódai azonban Drugeth, homonnai Drugeth, majd Homonnai (Homonnay) néven Magyarország legbefolyásosabb családjai közé emelkedtek. Egymás után három Drugeth volt Magyarország nádora, és a honorba kapott javakat sajátjaikkal egyesítve tartomány méretű birtokrendszert hoztak létre Felső-Magyarországon.
Károly Róbert uralkodása alatt a János, majd az ő Vilmos fia is nádor lett. Fontosabb tisztségekhez jutott János két, nem magyarosodott unokaöccse, Niccolo és Pietro is. Az 1330-as évekre a Drugethek váltak domináns családdá 14 vármegyében. Egyesített uradalmuk nagyobb volt, mint az erdélyi vajdaság. Kézben tartották egész Felső-Magyarország gazdasági irányítását, beleértve az arany- és ezüstbányászat jövedelmeit is. Az 1330-as években a királyi kincstárral osztoztak Szomolnok, Körmöcbánya és Rozsnyóbánya jövedelmein. Ez időben a Drugetheket az Anjou-kori lovagi kultúra fellendítőiként és jelentős műpártolókként tartották számon.
Drugeth I. Miklós országbíró halála után hatalmuk csökkent, és minden országos jelentőségüket gyorsan elvesztették, mivel egyrészt Erzsébetet anyakirályné és a kiskorú Lajos kevéssé rokonszenvezett velük, másrészt (bár familiárisaik rendszerét kiépítették) még nem sikerült házasságokkal és kölcsönös szívességekkel megtámogatva beépülniük a magyar főurak kapcsolati hálójába. Nagy Lajos első lépésként a honorba kapott várakat vette vissza tőlük.
A 14. század második felében a Drugethek birtokai néhány Zemplén, illetve Ung vármegyei falura:
- Barkó,
- Jeszenő,
- Nevicke

zsugorodtak össze; a legfontosabb tisztségük hosszú ideig az ungi ispáné volt. Korábbi familiárisaik közül többen — leginkább a Perényi család a gyarapodás útjára léptek és függetlenedtek tőlük. Időközben fölvették a „homonnai” elővet, és ettől fogva a történelemben „Homonnai Drugeth” családként szerepelnek.
Elégedetlenségük jeleként Drugeth IV. János 1401-ben a Kanizsai-liga tagjaként részt vett a Zsigmond elleni lázadásban. Az   országtanács Ung és Zemplén vármegyék ispánjává nevezte ki (Perényi Péter ellenében) — a tisztet azonban nem sokáig viselte, és meghódolt a királynak. Ezután a család 1411-ben és 1420-ban is vagyonához illő bandériummal vonult fel Zsigmond oldalán a lengyelek, illetve a csehek ellen, de szolgálataikért semmiféle jutalmat nem kaptak.

### Kegyvesztetten
1365-ben a család lett a krasznibrodi monostor kegyura, és ez lett a temetkező helyük is. Zsigmond király idején a Drugethek kegyvesztettek lettek, mert a Kanizsai-liga tagjaként Nápolyi László magyar trónigényét támogatták, és fellázadtak a király ellen. Rendszeresen összetűzésbe kerültek a felvidéki kiskirály Giskrával, aki többször kirabolta birtokaikat. Engel Pál úgy véli, hogy a 15. század első felében a családot az akkor felemelkedő Pálóczy Máté „vehette védőszárnya alá” (azaz szervezhette familiárisai közé). Kegyvesztettségük jeleként bár 1411-ben és 1420-ban is vagyonukhoz illő bandériummal vonultak fel Zsigmond oldalán a lengyelek és csehek elleni háborúban, ezekért a szolgálataikért semmiféle jutalmat nem kaptak.

### A 15. század közepétől
A 15. század derekára vagyonuk és familiárisaik révén fontos politikai tényezővé avanzsáltak, amit a Giskra elleni küzdelemben is sikerült fenntartaniuk. 1454-ben a Pálócziaktól zálogba kapták Újhelyt, majd 1460-ban rövid időre Kassát is. Zempléni és ungi törzsbirtokaikat vásárlásokkal is bővítették. Annak ellenére, hogy se udvari, se országos méltóságot nem töltöttek be,  a század végére ismét a legjelentősebb zászlósurak közé emelkedtek. Az 1498. évi XXII. törvény név szerint megjelöli azt a 38 bárót, akiket saját bandérium kiállítására kötelez. Ebben a sorban a 14. helyen szerepel Pálóczi Antal és a 15-en Homonnai Drugeth VIII. János, a család egyetlen életben lévő férfi tagja, a 16. századi Homonnai Drugethek őse.

### Az ország három részre szakadása után
A Mohács utáni trónviszályban rokonuk, Szapolyai János erdélyi vajda oldalára álltak. IV. István és II. Ferenc részt vett az 1526. november 5-i székesfehérvári országgyűlésen, ahol királlyá választották Szapolyait — ő aztán Istvánt zempléni ispánná nevezte ki. István Szapolyai követeként tárgyalt Lengyelországban a király és Izabella házasságáról.
Ferenc később Ungvár várát és az „Ungvár örökös grófja” címet kapta jutalmul. 1527–1533 között ő volt a tárnokmester és ezzel az országbárók (barones regni) egyike.
Az ország három részre szakadása után a család birtokai a királyi részbe, tehát I. Ferdinánd fennhatósága alá kerültek. Az 1540-es adóösszeírás szerint a Drugeth családnak 949 adózó portája volt (két legnagyobb része a munkácsi uradalom volt 260 és Bereg megye 527 portával. Ezzel az országos hatodik helyét foglalták el. A király igyekezett kedvezni a fontos családnak. Ezt mutatja, hogy a kúriáján 1549–1551-ben lefolytatott birtokpert a Drugethek javára döntötte el.
A Mohács utáni évtizedek igen komoly változásokat hoztak a magyar arisztokrácia összetételében. Az előző század főnemesi famíliáinak nagy része kihalt, és a helyükre alacsony sorból felkapaszkodó családok már a Habsburgok kegyéből nyerték el birtokaikat és a legtöbb esetben udvari, országos vagy katonai tisztségeiket. A század válságos évtizedeit a Drugethek a politikától és a 16. század második felében meginduló változásoktól távol maradva, az ország északkeleti szegletében — Ung és Zemplén vármegyében — elterülő birtokaikon vészelték át. Ezeken a részeken egészen „a kis várháborúk időszakáig” (1561—1565) továbbra is a régi arisztokrácia „állami funkciót teljesítő hatalma” érvényesült. A század végére azonban Felső-Magyarországon is kiépült a török elleni védelem rendszere. A felső-magyarországi arisztokrácia is szinte teljes mértékben kicserélődött. A felső-magyarországi főkapitányság (kassai főkapitányság) anyagi alapjait (részben) kamarai rendszer biztosította és ezzel szoros összefüggésben itt is egy új mentalitású és gazdasági-politikai érdekű arisztokrácia jelent meg. Az országrészben évszázados pozícióit egyedül a Drugeth család őrizte meg (Borbély).
1549 táján a család tulajdonában az alábbi birtokok voltak: Barkó és Jeszenő vára, Zemplénben várkastély, Nyeviczke vára, Ungvár várkastélya és az ezekhez tartozó Ungvár, Geren, Darócz, Kereknye, Hosszúmező, Gálocs, Pálócz, Csepely, Merkócz, Trask, mindkét Domoya, Hwzak, Merche, Derbrych, Ubres, Nyevicke, Kemence, Ponánya, Holobina, mindkét Gerezna, Szemere, Warehócz, Árok, Rahoncza, Sztrippa, Felsőláz, Wylatinka, Antalócz, Záhony, Salamon, Zarycho, Perecsen, Remete, Charyclaw, Ulics, Uglya, Klenowa, Klanycza, Kosztrina, Voloszánka, Váralja ung megyei, továbbá Homonna, Jeszenő, Barkó, Zemplén, Hór, Kuppony, Várhely, Őrmező, Topolyóka, Tavarna, Mizsle, Zavada, Balasócz, Andrasócz, Zsalobina, Kvakócz, Lánczfalva, Kohanócz, Udva, Lyubise, Bwsso, Hegedűsfalva, Rovna, Zubna, Krasznibrod, Habura, Mezőbrod, Jablonka, Parihuzócz, Hosztovicza, Ujlak, Sztrakcsin, Zthawna, Sztarina, mindkét Kemencze, Haszina, Helmecz(ke), Szinna, Hosszúmező, Modra, Kudlóc, Porubka, Kolbaszó, Béla, Dubróka, Pesolina, Bisztra zempléni mezővárosok és falvak.
1551-ben a király elvette tőlük Ungvár várát.
Ferdinánd utódai (Miksa, majd II. Rudolf) nem érezték úgy, hogy bármiféle szükségük lenne a magyar urakra.
1569-ben a Miksa Habsburg-ellenes összeesküvéssel vádolta meg több felső-magyarországi főurat, egyebek közt homonnai Drugeth I. Gáspárt és homonnai Drugeth V. István is. A vád meghirdetése előtt Kassára akarták csalni és ott elfogni őket. Gáspár megneszelte a neki állított csapdát, és Lengyelországba menekült. István az állítólagos összeesküvésért kegyelmet kapott.
A család másik ágából ekkor Homonnai Drugeth Antal volt a legismertebb, aki korának egyik nagyon művelt és humanista személyisége volt. Több kórházat (ispotályt) is alapított. Drugeth János (1609–1645) családjának grófi rangot szerzett.
A család utolsó feje Drugeth II. Zsigmond volt, aki sokat utazott külföldön. Eleinte Thököly Imrével tartott, később azonban a király hívéül állt. 1684-ben Thököly elfogatta és fejét vétette. Ezzel a család fiágon kihalt, mivel neki csak 3 lánya született.

### Drugeth I. Fülöp
1300-ban, Károly Róbert király kíséretében jött Magyarországra. Miután az Árpád-ház utolsó királyának halála után Károly Róbert vetélytársaival szemben megszerezte a koronát, Fülöp több hadjáratban is részt vett — főleg 1311 után, amikor Aba Amadé birtokai a királyra maradtak. 1316-ban Szepes és Újvár ispánja volt, és e területek kormányzójaként többször is összeütközésbe került Csák Mátéval. Később rövid időre a királyné tárnokmestere lett, majd 1323-tól 1327-ig nádor. Nekcsei Demeter tárnokmesterrel – aki fogadott apja volt – és annak vejével, Garai Pál macsói bánnal alapították meg az első báróligát. Károly Róbert hűséges szolgálataiért Lubló és Palocsa várait adta neki, de mivel utód nélkül halt el, vagyonát unokaöccse, Drugeth I. Vilmos örökölte.

### Drugeth I. János
1292-ben(?) született Itáliában. 1313 után jött Magyarországra, ahol hamarosan nagy karriert futott be: előbb szepesi és abaújvári ispán lett, majd 1328-tól nádor. 1335-ben halt meg. Megalapozta a család későbbi vagyonát: 1330-ban írt végrendeletében már birtokai között szerepelt a Szalánc, Párics, Barkó, Jeszenő, Palocsa, Szakolya, Lubló, Regéc, Gönc és Dunajec vára is. Halála után idősebb fia, Drugeth I. Vilmos követte a nádori székben. További két fia:
- Drugeth I. Miklós, a család gereni ágának és
- Drugeth II. János — pontosabban az ő 2. fia, Drugeth II. Miklós — a család homonnai ágának

alapítója

### Drugeth I. Vilmos
A Vilmos keresztnév az eredeti Vilerm magyarosítása. Előbb szepesi és abaújvári ispán, majd nádor lett. 1335-ben ő szervezte meg a visegrádi hármas királytalálkozót. Több hadjáratot is vezetett, többek között I. Ulászló király támogatására Sziléziába, majd a Német Lovagrend ellen is (ugyancsak Lengyelországban). Folyk Mária nápolyi úrnővel kötött házasságot, de gyermeke nem született. Hivatalairól önként lemondott, és „magányba vonult”. Vagyonának nagyobb részét 1342-ben özvegye örökölte, kisebb részét pedig testvérei, I. Miklós országbíró (8 várat) és II. János zempléni ispán örökölték.

### Drugeth I. Miklós
1330-ban a Károly Róbert elleni merényletben súlyos fejsérülést szenvedett, de sérüléseiből felépült, később Lajos király oktatója lett a hadi dolgokban. Őt az 1336-os osztrák hadjáratára is elkísérte. Az 1350-es a nápolyi hadjáraton  a király Salerno városparancsnokává nevezte ki. E tisztségben három évet töltött, majd hazajött. Öccsével, Drugeth II. Jánossal közösen kapták meg az Ung megyei Geren falut, ezért leszármazottait „gereni Drugetheknek” írták.
1354-ben lett országbíró és Turóc vármegye főispánja. Ungi főispán is volt. 1355-ben hirtelen érte a halál, ami után a családot fia, III. János és unokaöccse, II. Miklós ungi főispán vitte tovább.
Lányai:
- 1. Klára – Zichy Péter felesége lett.
- 2. Julianna Teréz – először gróf Altmann Mihály, majd gróf Pálffy Miklós neje volt.
- 3. Borbála – hajadonként halt el.

### Gereni ág
A család gereni ága (I. Miklós utódai) mindössze három nemzedéket számlál; a 2. és 3. nemzedék I. Miklós egyetlen fia, Drugeth III. János leszármazottja.
Drugeth III. János († 1373) mester (magister) volt. Annyi maradt fenn róla, hogy unokatestvérével, IV. Jánossal egy Csap nevű falut (vagy földet) „bitangolt”, ezért ellenük Nagymihályi János ungi főispán tiltakozott.
Drugeth III. János két fia:
- Drugeth V. János (aki gyermektelenül halt meg) és
- Drugeth III. Miklós — 1379-ben lett Ung vármegye főispánja. 1391-ben szörényi bánná nevezték ki, de még ebben az évben meghalt. Margit nevű feleségétől négy gyermeke született:
  - Drugeth Ilona Doby Györgyhöz ment feleségül;
  - Drugeth Anna háromszor ment férjhez; harmadjára Telegdy Lászlóhoz;
  - Drugeth Veronika életéről semmit nem tudunk; hajadonként halt meg
  - Drugeth II. István 1437-ben gyermektelenül halt meg; egy Mária nevű özvegy maradt utána.

### Drugeth II. János leszármazottai
Drugeth II. Jánosnak öt fia született: 
- Drugeth IV. János (avagy Drugeth János Salamon) — Unokatestvérével, Drugeth III. Jánossal egy Csap nevű falut (vagy földet) „bitangolt”, ezért ellenük Nagymihályi János ungi főispán tiltakozott. Elégedetlenségét 1401-ben a Kanizsai-liga tagjaként is jelezte.
- Drugeth II. Miklós,
- Drugeth I. László (1384-ben Ungváron zárdát épített a pálos szerzeteseknek, és ahhoz földet, szőlőt adományozott nekik),
- Drugeth II. Fülöp és
- Drugeth I. Ferenc — közülük a három utóbbi valószínűleg gyermektelenül halt meg.

Drugeth II. Miklós a család homonnai ágának őse.

#### Drugeth IV. János és utódai
Drugeth IV. Jánosnak feleségétől, Pákosi Ilonátólkét lánya és egy fia született:
- Drugeth Margit,
- Drugeth Ilona és
- Drugeth VI. János.

1412. november 8-án a király nevében VI. János írta alá Zágrábban azt a szerződést, amellyel Zsigmond 37 000 cseh garasért zálogba adott 13 szepesi várost és három várkastélyt II. Ulászló lengyel királynak. Még ebben az évben gyermektelenül meghalt.

#### Drugeth I. László és utódai
Drugeth I. László 1384-ben halt meg. Egy fiáról (Drugeth II. Fülöp) és egy unokájáról (Drugeth I. Ferenc) tudunk.

### Homonnai ág
A homonnai ág tagjai Drugeth II. Miklós leszármazottai. Miklósnak három gyermekéről tudunk:
- I. Bertalan valószínűleg utód nélkül halt meg.
- I. Zsigmondnak Orsolya nevű feleségétől született fia Drugeth II. Bertalan (avagy Bertók), aki Rozgony Anglist (Ágnest) vette feleségül. Fiuk, Drugeth II. László 1476-ban gyermektelenül halt meg.
- I. Istvánt kevéssel 1459 előtt unokaöccsével, Drugeth II. Bertalannal együtt elfogták a husziták, és csak tekintélyes váltságdíj fejében engedték őket szabadon. Nem sokkal ezután (1459-ben) István meghalt. Három fiáról tudunk:
  - VII. János,
  - III. István és
  - Simon

Homonnai Drugeth Simon († 1479) 1462–1463-ban pohárnokmester volt. özvegyéről, a Bebek család vámosi ágából származó Bebek Zsófiáról tudjuk, hogy 1492-ben még élt. Két fiuk és legalább négy lányuk (Nagy Iván) született:
- Kata,
- Hedvig,
- VIII. János,
- I. Gáspár,
- Borbála
- Erzse.

Több szerző szerint Szapolyai István első felesége homonnai Drugeth Simon egyik lánya volt, és Zubánics László (2017) úgy véli, hogy ezt a lányt Margitnak hívták.
- Margit

Gáspár gyermektelenül halt meg. Borbála alighanem Losonczy III. Zsigmondhoz, Erzse pedig Zólyomy I. Miklóshoz ment feleségül.

#### Homonnai Drugeth VIII. János és utódai
Homonnai Drugeth VIII. Jánost és öccsét, Gáspárt 1492-ben bepanaszolták amiatt, hogy (állítólag) többeket megsebesítve megrohanták a lechnitzi karthauzi kolostort, és az egyházi ékszereket „feldúlták”. Alighanem vétségük helyrehozatalául adományozták 1505-ben a pálosok ungvári kolostorának a pontosabban nem azonosított Horgastót (ez a középkorban — Hargastó alakban is — gyakori földrajzi név volt). VIII. János 1511-ben megerősítette az összes olyan adományt, amelyekkel ő vagy elődei e kolostort támogatták. Még 1495 előtt eljegyezte Szapolyai Krisztinát, akivel nászajándékként a Zemplén megyei Barkó várát kapta. Eɡy leányuk és hat fiuk született:
- I. György († 1558 előtt), akinek utódai még másfél évszázadon át fenntartották a család vérvonalát,
- Kata bélteki Drágffy Jánoshoz ment feleségül
- II. Ferenc 1520-ban lett II. Lajos komornoka és Ung vármegye főispánja. A mohácsi csatából sikerült megmenekülnie, és ezután Szapolyay János hívéül szegődött. A király megerősítette őt az ungi főispán tisztében, Ungvár örökös grófjává tette, kinevezte főtárnokmesterré és Sáros vármegye főispánjává. 1532-ben „hatalmaskodott” a leleszi prépostságon. 1532-ben halt meg; gyermekei nem maradtak.
- Imre, akinek három gyermekéről és két lányunokájáról tudunk:
  - IV. Miklós († 1560) — mivel fivérei fiatalon elhunytak, ő pedig megárvult, Ferdinánd király különös gonddal figyelte sorsának alakulását. Miklósnak fia nem született, csak két lánya: 
    - Anna (aki Káthay Mihályhoz ment feleségül)
    - Erzse (aki Zborovszky Péterhez ment feleségül)

  - IX. János (fiatalon elhunyt)
  - II. Gábor (fiatalon elhunyt)
- IV. Istvánt 1527-benSzapolyay János Zemplén vármegye és Ung vármegye főispánjává tette — ez utóbbi tisztségben bátyját, II. Ferencet követte. A király követeként járt Lengyelországban. 1538-ban ő lett a kassai vár kapitánya, ám az 1540-es évek első felében átállt Ferdinánd király pártjára. Neje, Báthory Klára 1546-ban gyermekágyban halt el, amikor megszülte egyetlen fiukat, Miklóst, aki a leszármazottak számozásában nem szerepel. Miklóst Ferdinánd király már csecsemős korában zempléni főispánnak nevezte, majd 1558-ban be is iktatta ebbe a hivatalba. Leszármazottairól nem tudunk.
- Antal, akinek két felesége volt. Az első nevét nem ismerjük; a második Báthory Anna lett (a pataki szövetségnél említett Drágffy Gáspár özvegye). Két gyerekéről és egy lányunokájáról tudunk:
  - Bora (1. férje: Kecsethy Márton, 2. férje: Kendy Ferenc) — hozományként magával vitte házasságaiba Barkó várát, ami így Kendy Ferenc birtokába került.
  - V. Miklós († 1575, felesége: Zrínyi Margit
    - Borbála (aki Warkocsi Györgyhöz ment feleségül)
- I. Gábor (1. felesége: Warkocsi Bora, 2. felesége: Gyulaffy Krisztina)
  - Margit (aki pákosi Paxy Jóbhoz ment feleségül)
  - V. István Ung és Zemplén főispánja volt. 1596-ban részt vett mezőkeresztesi csatában. Felesége: enyingi Török Fruzsina.
    - II. László
    - II. Bálint (1577–1609) 1603-tól ungi főispán. Bocskai István egyik tábornokaként ő foglalta el Érsekújvárt. Bocskay után erdélyi fejedelem akart lenni, de nem talált elég támogatót. Ezután a császár hűségére tért, és Habsburg Mátyás Máramaros főispánjává is kinevezte. Nádornak is jelölték, de ehelyett 1608-ban országbíró lett. 1609-ben nádornak jelölték,[10] de még ez év november 7-én hirtelen meghalt; a gyanú szerint megmérgezték. Első neje Rákóczy Erzse volt, a második palocsai Horváth Krisztina. Tőle született egyetlen fia, aki azonban apja halála után egy évvel maga is meghalt. Érdekes, magyarul írt történelmi naplót hagyott hátra.
      - VI. István 1610-ben vele halt ki a család Drugeth I. Gábor-féle ága.

  - Krisztina
  - Klára

1542. február 14-én Patakon három testvér:
- Homonnai Drugeth I. Imre
- Homonnai Drugeth I. Gábor és
- Homonnai Drugeth Antal

szövetségre lépett:
- Perényi Péterrel,
- Bebek Ferenccel és
- Drágffy Gáspárral (aki a testvérek unokaöccse volt) a Szapolyai János halála utáni zavarok lecsendesítésére.

Homonnai Drugeth I. György valamikor 1558 előtt halt meg. Feleségétől, tarkői Tarczay Annaátóé két fia született:
- Homonnai Drugeth II. Gáspár — a fiatalabbik fiút különféle törvénysértésekért hűtlennek bélyegezték. 1595-ben birtokaitól megfosztották, és azokat Homonnai Drugeth V. István kapta meg. Feleségétől, Losoncy Annától két lánya született:
  - Krisztina (aki Fügedy Jánoshoz ment feleségül) és
  - Zsófia (aki Fügedy Andráshoz ment feleségül)
- III. Ferenc ungi főispán (1552) — az idősebbik fiú. 1552-ben vette feleségül Révay Ferenc leányát, Révay Magdolnát, aki azonban hamarosan, gyermektelenül meghalt. Második felesége  Perényi Erzsébet lett; ebből a házasságból egy lányáról és egy fiáról tudunk:
  - Fruzsina (aki ecsedi Báthory Istvánhoz ment feleségül)
  - II. György, aki 1567-ben Dóczy Fruzsinát vette feleségül, és ezzel Terebes ura lett. Arról híresült el, hogy Tussai János nevű titkárát szerelemféltésből kidobta az ablakon. Feleségétől, Dóczy Fruzsinától két gyermeke született:
    - Homonnai Drugeth Erzse (Erzsébet) és
    - III. György (1583?–1620) országbíró. Fiatalon Bocskai  híveként a vallásszabadság védelmezője volt, mígnem 1610-ben Pázmány Péter katolikus hitre térítette. Ezután nemcsak Zemplén vármegye főispánja lett, de fontos országos tisztségekhez is jutott (volt királyi komornokmester, országbíró stb.). Korábbi hitelveit megtagadta és az ellenreformáció aktív harcosául szegődött. 1611 júliusában csatlakozott Forgách Zsigmond nádor Báthory Gábor erdélyi fejedelem erdélyi fejedelem ellen, a bécsi béke lerontására vezetett sikertelen (szeptemberre összeomlott) hadjáratához. 1619-ben alapvetően kozákok ból szervezett csapataival betört Magyarországra, túlerőben lévő seregével Homonna körül megverte Rákóczi György felső-magyarországi főkapitány csapatait. Bethlen Gábor emiatt kénytelen volt felhagyni Bécs ostromával, visszafordult, tönkreverte a támadókat, és Drugethet visszaűzte Lengyelországba, hol 1620. június 21-én meghalt (Nagyszombaton temették el). Feleségétől, Nádasdy Katalintól két lánya és egy fia született:
      - Mária, aki rimaszéchi Széchy Györgyhöz ment feleségül,
      - Erzse, aki Révay Lászlóhoz ment feleségül és
      - X. János országbíró († 1645. december 17.). 1632-ben megpróbálta „lecsendesíteni” a Császár Péter által indított parasztlázadást. 1636-tól kassai országos kapitány és országbíró volt.  Jakussich Katát (Jakusith Annát?) vette feleségül. Két gyermekük: 
        - Homonnai Drugeth Kata Bora (a fiatalabbik testvér, aki háromszor ment férjhez: 1. Wesselényi Ádámhoz, 2. Draskovits Miklóshoz és 3. Csáky Miklóshoz)
        - IV. György (1633. június 8. – 1661. október 9.) még gyermekként árvaságra jutott. A nagykorúságot elérve letelepítette a ferenceseket Homonnán. 1659-ben Felső-Magyarország fővezérévé nevezték ki, ám két év múlva Ungváron meghalt. Feleségétől, Esterházy Máriától négy gyermeke született:
          - II. Bálint (1653–1691) korbaviai címzetes püspök és esztergomi kanonok. Mivel túlélte fiú utód nélkül elhunyt Zsigmond bátyját, többszörözték, hogy a vérvonal továbbvitele érdekében lépjen ki a papi rendből és nősüljön meg, ezeket a javaslatokat azonban rendre visszautasította. 1691. május 26-án halt meg Csejtén.
          - XI. János, aki fiatalon, utód nélkül halt meg.
          - II. Zsigmond (–) főispán, az utolsó családfő, akivel férfiágon a család kihalt. Művelt, tanult férfiú volt, aki tanulmányait befejezvén sokat utazgatott külföldön. 1677-ben járt Rómában, ahol a pápától egy vértanú ereklyéit kapta ajándékba. az 1678-as kuruc felkelés kirobbanása után eleinte kényszerből Thököly Imrével tartott, de mihelyst tehette, a király hűségére tért. 1684-ben Thököly elfogatta, és egyes források szerint melyek szerint Kassán fejét vétette. 1681-ben kiadta Bonfini munkáinak egy rövid kivonatát, és azt Lipót császárnak ajánlotta. Feleségétől, Keglevich Teréztől három lánya született: 
            - Klára], aki Zichy Péterhez ment feleségül,
            - Homonnai Drugeth Borbála (aki fiatalon halt meg)
            - Julianna (két férje gróf Pálffy Miklós, illetve gróf Althann Mihály)

          - Krisztina (1655–1691; más források szerint 1659–1691), aki jóval 40 éves kora előtt halt meg,[11] de addigra háromszor ment férjhez:

1. Forgách Andráshoz,
2. Pálffy Ferenchez, végül pedig
3. Bercsényi Miklóshoz.

## A család címere

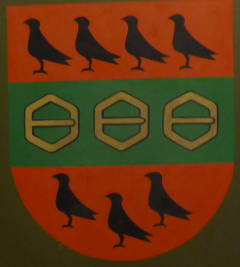
Drugeth családi címer

A Drugethek címere egy tojás alakú pajzs volt, melyben a csikolat (fascia) alatt három, fölötte négy seregély látható. A pajzs fölötti sisak koronájából két szárny nyúlik ki, és mindkét szárnyon a pajzs ábrája (a hét seregély) látható.